# زد (موسیقی‌دان)
آنتون زاسلاوسکی (انگلیسی: Anton Zaslavski، روسی: Антон Заславский؛ زادهٔ ۲ سپتامبر ۱۹۸۹) که بیشتر با نام زد (‎/ˈzɛd/‎) شناخته می‌شود، موسیقی‌دان روسی-آلمانی است و نام صحنهٔ او برگرفته از حرف اول نام خانوادگی‌اش می‌باشد. زد در وهلهٔ اول تولید کنندهٔ موسیقی الکترو هاوس است و فعالیت‌های خود را از کایزرسلاوترن، آلمان آغاز کرده‌است.
در سال ۲۰۱۲، زد قطعهٔ «وضوح» را به‌همراه فاکسز منتشر کرد که او را در مسیر موفقیت حرکت داد و در رتبهٔ هشتم ۱۰۰ تک‌آهنگ داغ بیلبورد قرار گرفت. «بمان» به‌همراه آلیسیا کارا و «خلاصی» به‌همراه آریانا گرانده از آثار شناخته شدهٔ دیگر او به حساب می‌آیند. در پنجاه و ششمین دورهٔ جوایز گرمی زد جایزهٔ ضبط بهترین موسیقی دنس را برای «وضوح» دریافت کرد. در مارس ۲۰۱۸، بیلبورد نام زد را در جایگاه هفتم بهترین موسیقی‌دانان سبک دنس در سال ۲۰۱۸ قرار داد.

## اوایل زندگی
آنتون زاسلاوسکی در ۲ سپتامبر ۱۹۸۹ در ساراتوف، روسیه متولد شد. زمانی که چهار ساله بود خانواده‌اش به آلمان مهاجرت کردند و او در کایزرسلاوترن بزرگ شد. زد یک موزیسین تعلیم دیده و پسر دو موسیقی‌دان است. پدرش ایگور زاسلاوسکی، معلم مدرسه و گیتاریست و مادرش نوازندهٔ پیانو است. او در چهار سالگی شروع به نواختن پیانو کرد و در دوازده سالگی یادگیری درام را آغاز نمود. زد یک برادر بزرگ‌تر به نام آرکادی (Arkadi) و یک برادر کوچک‌تر به نام دنیل (Daniel) دارد.

## حرفه

### ۲۰۱۱–۲۰۱۰: شروع فعالیت‌های حرفه‌ای
زاسلاوسکی پس از خروج از گروه دیورامیک در سال ۲۰۱۰ با نام «زد» (Zedd) به شهرت رسید و در همان سال دو مسابقهٔ ریمیکس بیت‌پورت را برد. نخستین قطعهٔ منتشر شده از او با نام «سرود» توانست در میان ۲۰ قطعهٔ برتر چارت الکترو هاوس بیت‌پورت قرار بگیرد.
ریمیکس او برای قطعهٔ «Scary Monsters and Nice Sprites» اسکریلکس (Skrillex) در رتبهٔ دوم چارت الکترو هاوس بیت‌پورت قرار گرفت و زد پس از آن به ساخت ریمیکس برای هنرمندان شناخته شده از جمله: جاستین بیبر، لیدی گاگا، بلک آید پیز و … پرداخت. زد در خلق آثار خود از برنامهٔ «کیوبیس» (cubase)، افزونه‌هایی مانند: Sylenth1 ،Nexus ،SynthMaster 2.6 و Omnisphere synthesizers و Kontakt sampler استفاده می‌کند.
ریمیکس زد برای قطعهٔ «این‌گونه زاده شده‌ام» لیدی گاگا با ویرایش‌ها و تغییرات ویژه‌ای در سال ۲۰۱۱ منتشر شد. «این گونه زاده شده‌ام» سومین آلبوم استودیویی گاگا است.
در سال ۲۰۱۱ تک‌آهنگ زد با نام «Shave it up» (که پس از آن با نام «Shave it» شناخته شد) اولین همکاری زد با اوسلا بود که تا قبل از انتشار اولین آلبوم او در سال ۲۰۱۳ در قطعات «Slam the Door» و «Shotgun» ادامه پیدا کرد.

### ۲۰۱۴–۲۰۱۲: وضوح
در سال ۲۰۱۲، زد و اینترسکوپ رکوردز قرارداد همکاری امضا کردند و اولین حاصل همکاری او با این ناشر تک‌آهنگ «Spectrum» با صدای ماتیو کوما بود که توانست در لیست Billboard's Hot Dance Club Songs قرار بگیرد. سپس زد قطعهٔ «I Don't Like You» را برای «ایوا سیمونز» ساخت که این قطعه نیز توسط اینترسکوپ رکوردز منتشر شد. مدتی بعد زد و مکس مارتین قطعه‌ای را با نام «زیبایی و یک تپش» ساختند که ترانهٔ آن را به‌همراه هم سروده بودند. این قطعه برای سومین آلبوم استودیویی جاستین بیبر به نام «باور» است.

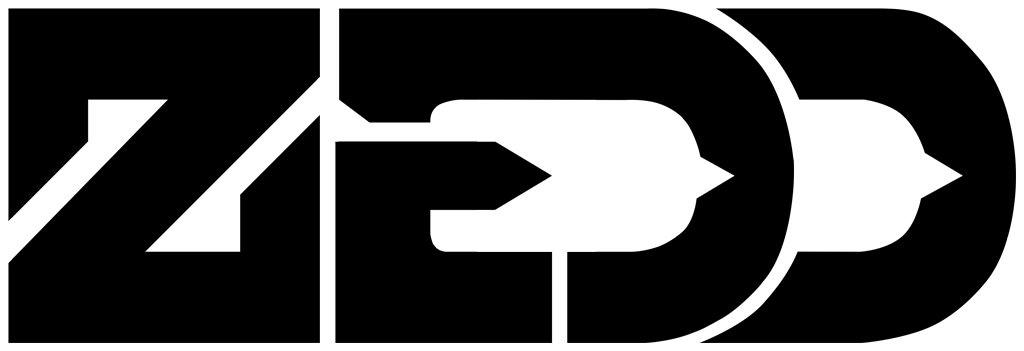
لوگوی زد

در ۱۲ اکتبر ۲۰۱۲، زد نخستین آلبوم استودیویی خود را با نام «وضوح» منتشر کرد. قطعهٔ «وضوح» با موفقیت تجاری رو به رو شد و نه تنها در میان ۱۰ آهنگ برتر در ۱۰۰ آهنگ داغ بیلبورد قرار گرفت؛ بلکه در چارت‌های مختلف بین‌المللی دیگر نیز جایگاه خوبی داشت و ۲٬۲۳۸٬۰۰۰ نسخه از آن به فروش رفت و گواهی پلاتین باعث شد از این آهنگ به‌عنوان موفق‌ترین قطعهٔ زد یاد شود. در ۱۰ دسامبر ۲۰۱۳ این آهنگ بیشترین پخش را در رادیوی آمریکا داشت و در جایگاه نخست قرار گرفت. زد در سال ۲۰۱۳ اولین تور جهانی خود را آغاز کرد که در کشورهای مختلف با استقبال خوبی مواجه شد.
زد با «نامی آمورو»، خوانندهٔ ژاپنی وارد همکاری شد و قطعهٔ «Heaven» را برای آلبوم «Fell» او ساخت. زد تمایل داشت سال ۲۰۱۵ در آلبوم «Genic» با او همکاری مجدد داشته باشد؛ هر چند هیچ‌یک از آثار او در آلبوم «نامی آمورو» برجسته نبودند.
«Stay the Night» به‌همراه هیلی ویلیامز در ۱۰ سپتامبر ۲۰۱۳ به صورت تک‌آهنگ و به‌عنوان بخشی از نسخهٔ لوکس آلبوم زد منتشر شد. این آهنگ نیز موفقیت مشابهی را تجربه کرد؛ هر چند به خاطر منحصر به فرد نبودن و داشتن ترانه‌ای ضعیف نسبت به «وضوح» مورد انتقاد قرار گرفت. این قطعه توانست در میان ۲۰ آهنگ داغ بیلورد قرار گیرد و گواهی پلاتین را نیز دریافت کند.
در سال ۲۰۱۳، زد قطعات «هاله»، «جی.یو.وای.» و «دناتلا» را برای آلبوم سال ۲۰۱۳ لیدی گاگا به نام «آرت‌پاپ» ساخت. در ۲۸ ژانویه ۲۰۱۴، زد تک‌آهنگ «Find You» را با همراهی ماتیو کوما و میریام برایانت منتشر کرد که به‌عنوان موسیقی فیلم سنت‌شکن مورد استفاده قرار گرفت.
در ۳ ژوئیه ۲۰۱۴، آریانا گرانده به‌همراه زد آهنگی را با عنوان «خلاصی» منتشر کرد. این آهنگ در جایگاه چهارم ۱۰۰ تک‌آهنگ داغ بیلبورد قرار گرفت و به‌عنوان بهترین آهنگ داغ دنس-الکترونیک بیلبورد شناخته شد. سپس در جوایز برگزیده نوجوانان و در بخش Break-Up Song کاندید شد. «Moment of Clarity» مستندی دربارهٔ زد و تور جهانی او در سال ۲۰۱۳ بود که در ۱۸ دسامبر ۲۰۱۴، از طریق کانال یوتیوب او منتشر شد.

### ۲۰۱۶–۲۰۱۵: رنگ‌های واقعی
بعد از شش ماه استراحت زد خبر انتشار دومین آلبوم استودیویی خود را با نام «رنگ‌های واقعی» اعلام کرد. در فوریهٔ ۲۰۱۵، زد حاصل همکاری خود با سلنا گومز را منتشر کرد. این قطعه «می‌خواهم که بدانی» نام داشت و در جایزهٔ برگزیدهٔ نوجوانان و در بخش بهترین آهنگ پارتی کاندید شد. همچنین در میان آهنگ‌های دنس-الکترونیک بیلبورد جایگاه اول را به دست آورد و توانست در میان ۱۰۰ تک‌آهنگ داغ بیلبورد در جایگاه ۱۷ام باشد. این آهنگ برای فروش بیش از یک میلیون نسخه در آمریکا دارای گواهی پلاتین است.
زد تک‌آهنگ دوم آلبوم خود را به‌همراه جان بیلیون و با نام «Beautiful Now» در ۱۳ مه ۲۰۱۵ منتشر کرد. آلبوم «رنگ‌های واقعی» دو روز بعد منتشر شد. این آلبوم در جایگاه اول آلبوم‌های دنس-الکترونیک بیلبورد قرار گرفت و در چارت‌های مختلف بین‌المللی دیگر نیز حضور داشت. سومین تک‌آهنگ این آلبوم با نام «زخم کاغذ» در ۱۷ ژوئیه ۲۰۱۵ منتشر شد که زد در این قطعه با تروی سیوان همکاری کرده‌بود.
زد در سال ۲۰۱۵ به‌همراه گروه لیدی آنتبلوم در جوایز موسیقی سی‌ام‌تی حضور داشت و به‌همراه آن‌ها قطعات «Long Stretch of Love» و «Beautiful Now» را اجرا کرد.
دومین تور جهانی زد با نام «رنگ‌های واقعی» از اوت ۲۰۱۵ آغاز شد و تا ماه نوامبر ادامه داشت و او در آسیا، آمریکای شمالی و اروپا اجرا کرد. در سال ۲۰۱۶، زد در ترکیب جشنوارهٔ کواچلا قرار گرفته بود. در سال ۲۰۱۷ او کنسرتی را به نفع اتحادیهٔ آزادی‌های مدنی آمریکا برای پاسخ به رئیس‌جمهور ایالات متحده آمریکا، دونالد ترامپ اجرا کرد و از دبیرکل سازمان ملل متحد خواست تا «قانون منع پذیرش مهاجران برای ۱۲۰ روز و مانع شدن برای ورود شهروندان هفت کشور مسلمان، مهاجران یا افراد دیگر را به تعلیق درآورد.» در ۲۶ فوریه ۲۰۱۶، زد تک‌آهنگ «Candyman» را در کنار آلو بلک منتشر کرد. در ۱۵ ژوئیه ۲۰۱۶، هیلی استاینفلد و گری به‌همراه زد آهنگی را با عنوان «Starving» منتشر کردند. این قطعه توانست در جایگاه پنجم Billboard Mainstream Top 40 و چارت تک‌آهنگ‌های بریتانیا قرار بگیرد.
در ۲۶ سپتامبر ۲۰۱۶ زد با همکاری رایت گیمز قطعه‌ای را با عنوان «Ignite» برای «لیگ افسانه‌ها» منتشر کرد. او یک ماه بعد از انتشار این آهنگ یک «Finals Remix» را تدارک دید و در تاریخ ۱۵ دسامبر ۲۰۱۶ ریمیکس قطعهٔ موفق دی‌جی اسنیک با عنوان «بگذار دوستت داشته باشم» را منتشر کرد.

### ۲۰۱۷–تاکنون: سومین آلبوم استودیویی
در ۲۳ فوریه ۲۰۱۷، زد حاصل همکاری خود با آلیسیا کارا را منتشر کرد. این قطعه «بمان» نام داشت و در جایگاه ۲۸ام ۱۰۰ تک‌آهنگ داغ بیلبورد و ۳۳ام چارت تک آهنگ‌های بریتانیا قرار گرفت.
در تاریخ ۶ ژوئیه ۲۰۱۷، زد به‌همراه لیام پین تک‌آهنگی را با عنوان «Get Low» منتشر کرد.
در ۲۳ ژانویه ۲۰۱۸، زد تک‌آهنگی را به‌همراه مارن موریس و گری با نام «The Middle» منتشر کرد. این قطعه جایگاه نخست چارت رادیویی آهنگ‌های پاپ بیلبورد را به دست آورد و توانست در میان ۱۰۰ تک‌آهنگ داغ بیلبورد در جایگاه پنجم باشد.
در ۱۸ ژوئیه ۲۰۱۸، زد به‌همراه الی دوه قطعه‌ای را با نام «Happy Now» منتشر کرد. این قطعه در میان آهنگ‌های دنس-الکترونیک بیلبورد در جایگاه نهم قرار گرفت.
در ۲۷ سپتامبر ۲۰۱۸، زد ریمیکس قطعهٔ شان مندز را با عنوان «گمشده در ژاپن» منتشر کرد. این قطعه که حاصل اولین همکاری این دو هنرمند بود، به‌سرعت توانست در میان ۴۰ قطعهٔ برتر جدول قرار بگیرد. آن‌ها در ۱۰ اکتبر ۲۰۱۸ این آهنگ را در جوایز موسیقی آمریکا اجرا کردند. سپس در تاریخ ۸ نوامبر ۲۰۱۸ در «ویکتوریا سیکرت فشن شو» دوباره آن را اجرا کردند. موزیک ویدئوی این قطعه به‌همراه این دو اجرا در ۹ نوامبر ۲۰۱۸ منتشر شد.
در ۱۴ فوریه ۲۰۱۹، زد حاصل همکاری خود با کیتی پری را با عنوان «۳۶۵» منتشر کرد. موزیک ویدئوی این قطعه توسط وارن فو کارگردانی شده‌است.
۲۱ آوریل ۲۰۱۹، زد به‌همراه کیتی پری، آلیسیا کارا و مارن موریس در مرحلهٔ اصلی فستیوال کواچلا اجرا کرد.
در تاریخ ۱ مه ۲۰۱۹، زد خبر شروع تور اُربیت خود در پاییز ۲۰۱۹ با همراهی NOTD و جک جونز را اعلام کرد.
زد در ۲۷ سپتامبر ۲۰۱۹ تک‌آهنگ «یه چیز خوب» را با همراهی کلانی منتشر کرد. این قطعه حاصل اولین همکاری این دو هنرمند بود.

## آلبوم‌شناسی
- وضوح (۲۰۱۲)
- رنگ‌های واقعی (۲۰۱۵)

## تور و کنسرت
- لحظه‌ای از تور جهانی وضوح (۲۰۱۳)
- تور رنگ‌های واقعی (۲۰۱۵)
- تور اکو (۲۰۱۸–۲۰۱۷)
- تور گواه (۲۰۱۹)